# Караджалово
Караджа́лово (болг. Караджалово) — село в Пловдивській області Болгарії. Входить до складу общини Пирвомай.

## Населення
За даними перепису населення 2011 року у селі проживали 1075 осіб.
Національний склад населення села:
| Національність   | Кількість осіб | Відсоток |
| ---------------- | -------------- | -------- |
| болгари          | 829            | 78,0%    |
| цигани           | 215            | 20,2%    |
| турки            | 11             | 1,0%     |
| Всього відповіли | 1063           |          |

Розподіл населення за віком у 2011 році:
Динаміка населення: